# Jorge Matulaitis
Jorge Matulaitis (en polaco: Jerzy Matulewicz; 13 de abril de 1871, Lūginė, Imperio ruso – 27 de enero de 1927, Kaunas, Lituania) fue un prelado católico que sirvió como obispo de Vilna desde finales de 1918 hasta su renuncia en 1925. Matulaitis también fue el fundador de las Hermanas de la Inmaculada Concepción y las Siervas de Jesús en la Eucaristía; se desempeñó como superior general de los Padres Marianos desde 1911 hasta su muerte. Trabajó en secreto para revivir a los Padres Marianos después de que las autoridades rusas suprimieron todas las órdenes religiosas e incluso abandonó su posición de profesor para dedicarse mejor a ese renacimiento secreto. Fue un destacado maestro y director espiritual que estableció otras sucursales de la orden en lugares como Suiza y Estados Unidos, lejos de las autoridades rusas.
La causa de la santidad de Matulaitis se abrió en la década de 1950 antes de que fuera titulado como Venerable en 1982. El papa Juan Pablo II beatificó al fallecido obispo el 28 de junio de 1987 en la Basílica de San Pedro y se refirió al obispo como un "hombre del corazón de Dios".

## Biografía
Matulaitis nació el 13 de abril de 1871 en el seno de una familia de agricultores pobres, formada por Andrea y Orsola, como el último de los ocho hijos; fue bautizado en la iglesia parroquial de Marijampolė, perteneciente a la Orden Mariana. Aprendió sobre la fe en las clases de catecismo en esa iglesia del padre Jurgis Cešnas. Quedó huérfano con la muerte de su padre en 1874 y su madre en 1881. Su madre le enseñó su lengua materna, aunque aprendió ruso en la escuela. Sus hermanos mayores, John y Emilia, lo cuidaban cuando sus padres murieron.
En 1904, sufrió una parálisis en el brazo derecho y la pierna derecha que le impidió trabajar con su hermano en la granja y que le impidió asistir a clases en la escuela y lo obligó a caminar con muletas por un tiempo. Su enfermedad se diagnosticó más tarde como tuberculosis del hueso que sufrió durante el resto de su vida. Le gustaba pasar tiempo solo y esto le permitió desarrollar su agudo intelecto. Su tío, sacerdote de Varsovia, percibió su potencial y se ofreció a ocuparse de la educación secundaria de su sobrino (1879-1886) en preparación para comenzar sus estudios eclesiásticos, que comenzó en 1891. Continuó sus estudios en 1893 en Varsovia. Pero cuando las autoridades civiles cerraron la escuela, se mudó a la escuela de teología de San Petersburgo para continuar sus estudios. Se convirtió en un estudiante espiritual del beato Honorat Kozminski. Matulaitis hizo una disertación sobre las posiciones teológicas de la Iglesia ortodoxa rusa que llevó a sus instructores a creer que tenía un futuro en los esfuerzos del ecumenismo. También se convirtió en un experto latinista que dominaba el polaco, el francés y el alemán.
Fue ordenado sacerdote el 20 de noviembre de 1898 y sus altas calificaciones académicas llevaron a su obispo local a enviarlo a la Universidad de Friburgo en Suiza para un trabajo de doctorado. Friburgo se convirtió en un lugar de debate sobre el estado de Lituania, ya que estaba muy lejos de las fronteras rusas. Él y otros estudiantes lituanos discutían a menudo un renacimiento cultural que permitía una renovación de la fe. Se convenció de que las órdenes religiosas se adaptaban mejor a la obra de tal renacimiento y viajó de regreso a Marijampolė para discutir con uno de los últimos miembros restantes de la suprimida Orden Mariana sobre el potencial de una resurrección secreta de esa orden. Los viajes a Roma y Marijampolė pusieron en marcha el plan que aprobó el superior de la orden, Vincent Senkus.
Completó su doctorado en estudios teológicos en Suiza antes de volver a enseñar latín y derecho canónico a los seminaristas en Kielce. Luego pasó a encabezar el nuevo Departamento de Sociología, establecido en 1907, antes de desempeñarse como vicerrector del colegio espiritual de San Petersburgo, donde comenzó a enseñar dogmática. En este tiempo la renovación de la Orden Mariana se estaba llevando a cabo en secreto. El papa Pío X aprobó una nueva constitución interina como regla del grupo que le permitió tomar sus votos en secreto como miembro profeso de la orden en 1909. La muerte del último prior mariano antes de la supresión, el Padre Senkus, llevó a una reunión repentina el 14 de julio de 1911 en la cual la orden eligió a Matulaitis como superior general de la orden que, en ese momento, consistía en él y otros dos sacerdotes, aunque había seminaristas que se preparaban para unirse al grupo. Aunque fue un maestro respetado, su trabajo secreto con los marianos puso en peligro la renovación, y la escuela. Matulaitis decidió que era hora de renunciar para trabajar por la orden.
Comenzó a reclamar las propiedades de la antigua orden al mismo tiempo que establecía casas religiosas y casas para capacitar a nuevos novicios en Polonia y Suiza, así como en Chicago (1913). Justo cuando parecía que el trabajo de la renovación mariana parecía arraigarse, había oído rumores de que estaba siendo considerado para el puesto de obispo. Aceptó el llamamiento del papa Benedicto XV para servir como obispo de Vilna el 23 de octubre de 1918. Matulaitis acababa de fundar las Hermanas de la Inmaculada Concepción el 15 de octubre de 1918. Más tarde, fundó otra orden: las Siervas de Jesús en la Eucaristía, en 1924 en Bielorrusia. Recibió su consagración episcopal el 8 de diciembre de 1918 antes de tomar posesión formal de su nueva diócesis.
Su diócesis estaba en el centro de un conflicto constante, diferentes fuerzas ocupaban la región con frecuencia. Esto resultó demasiado tedioso para el obispo que solicitó ser relevado de sus deberes pastorales en 1925, que el papa Pío XI aceptó. Pero el Papa se apresuró a elevarlo al rango de arzobispo y le dio instrucciones para negociar un concordato entre el Papa y Lituania, así como para legitimar las diócesis de la nueva nación.
En junio de 1926 viajó a Estados Unidos por segunda vez, donde participó en el Congreso Eucarístico Internacional de Chicago. Regresó a Lituania y completó las negociaciones con el gobierno lituano. En Kaunas, que estaba bajo un toque de queda, enfermó de una apendicitis aguda que lo llevó a ser ingresado en la Clínica de Hagenthorn, donde fue operado. Murió de un apéndice roto en el momento de la operación. Sus restos fueron trasladados más tarde el 24 de octubre de 1934 a su ciudad natal a la iglesia de San Miguel Arcángel en una pequeña capilla debajo de un altar.
- Datos: Q559765
- Multimedia: Jurgis Matulaitis / Q559765